# Nederlands voetbalelftal op de Olympische Zomerspelen 1952
Het Nederlands voetbalelftal was een van de deelnemende landen op de Olympische Zomerspelen 1952 in Helsinki, Finland. Het is de zevende deelname voor het land. De vorige deelname was vier jaar eerder, in 1948. Hierin reikte Nederland tot de eerste ronde.

## Wedstrijden op de Olympische Zomerspelen
Van de 27 landen die meededen moesten 22 landen een kwalificatieronde spelen. Nederland was een van die 22 landen, en trof daarin Brazilië.

### Wedstrijden
|                     |                                                      |                  |                 |                                                                |
| 16 juli, 1952 12:00 | Brazilië                                             | 5 – 1            | Nederland       | Turku Scheidsrechter: Giorgio Bernardi Bezoekersaantal: 16.000 |
| 16 juli, 1952 12:00 | Humberto 25' Larry 33' (pen) 36' Jansen 81' Vavá 86' | Wedstrijdverslag | Van Roessel 15' | Turku Scheidsrechter: Giorgio Bernardi Bezoekersaantal: 16.000 |

## Selectie en statistieken
Voor de Olympische Spelen selecteerde bondscoach Jaap van der Leck de volgende spelers.
| No. | Naam               | Club             | Bijzonderheden                |
| 1.  | Piet Kraak         | Telstar          | Speelde in de enige wedstrijd |
| 2.  | Joop Odenthal      | HFC Haarlem      | Speelde in de enige wedstrijd |
| 3.  | Sjaak Alberts      | Vitesse          | Speelde in de enige wedstrijd |
| 4.  | Bram Wiertz        | AFC DWS          | Speelde in de enige wedstrijd |
| 5.  | Rinus Terlouw      | Sparta Rotterdam | Speelde in de enige wedstrijd |
| 6.  | Louis Biesbrouck   | RCH              | Speelde in de enige wedstrijd |
| 7.  | Piet van der Kuil  | VSV              | Speelde in de enige wedstrijd |
| 8.  | Rinus Bennaars     | SV DOSKO         | Speelde in de enige wedstrijd |
| 9.  | Wim Hendriks       | Vitesse          |                               |
| 10. | Jo Mommers         | Willem II        | Speelde in de enige wedstrijd |
| 11. | Mick Clavan        | ADO Den Haag     | Speelde in de enige wedstrijd |
| 12. | Aad de Jong        | Ado Den Haag     |                               |
| 13. | Jan van Schijndel  | SVV              |                               |
| 14. | Jan van Roessel    | Willem II        | Scoorde het enige doelpunt    |
| 15. | Noud van Melis     | FC Eindhoven     |                               |
| 16. | Wim Landman        | Sparta Rotterdam |                               |
| 17. | Cock van der Tuijn | Hermes DVS       |                               |
| –.  | Cor van der Gijp   | Emma             | Reserve in Nederland          |
| –.  | Frits Louer        | NOAD             | Reserve in Nederland          |
| –.  | Ton van den Hurk   | Eindhoven        | Reserve in Nederland          |

Chef d'équipe was Hans Hopster en naast bondscoach Van der Leck bestond de begeleiding uit Antoon Verlegh en Kees van der Meulen.
Sjaak Alberts · 
Rinus Bennaars · 
Louis Biesbrouck · 
Mick Clavan · 
Cor van der Gijp ·
Wim Hendriks ·
Aad de Jong ·
Piet Kraak · 
Piet van der Kuil · 
Wim Landman ·
Noud van Melis ·
Jo Mommers · 
Joop Odenthal · 
Jan van Roessel · 
Jan van Schijndel ·
Rinus Terlouw · 
Cock van der Tuijn ·
Bram Wiertz ·
Coach: Jaap van der Leck
 Parijs 1900 ·
 Saint Louis 1904 ·
 Londen 1908 ·
 Stockholm 1912 ·
 Antwerpen 1920 ·
 Parijs 1924 ·
 Amsterdam 1928 ·
 Berlijn 1936 ·
 Londen 1948 ·
 Helsinki 1952 ·
 Melbourne 1956 ·
 Rome 1960 ·
 Tokio 1964 ·
 Mexico-stad 1968 ·
 München 1972 ·
 Montréal 1976 ·
 Moskou 1980 ·
 Los Angeles 1984 ·
 Seoul 1988 ·
 Barcelona 1992 ·
 Atlanta 1996 ·
 Sydney 2000 ·
 Athene 2004 ·
 Peking 2008 ·
 Londen 2012 ·
 Rio 2016 ·
 Tokio 2020